# 李味青
李味青（1909年—1997年）原名树滋，字味青，晚年号葆真老人，中岁后以字行。江苏南京人。國畫工作者。
1927年毕业于江苏省第四师范艺术专科班。其间师从黄学明，谢公展，肖俊贤，梁公约，马万里等学习国画。1944年与黄君壁于重庆合办画展，郭沫若，于右任等人前往观展。1958年与齐白石的著作《李味青花卉册页》由人民美术出版社出版，并由国际书店向海外发行，连版七次。後來他被开除公职，直至1980年平反，恢复公职。后半生深居简出，专事画艺。

## 外部連結
- 李味青的网站 www.liweiqing.net （页面存档备份，存于）